# Río 2016 (historieta)
Río 2016 es una historieta de Mortadelo y Filemón creada por Francisco Ibáñez, que fue lanzada en abril de 2016. Es la primera historieta, desde Los Ángeles 84, en que Mortadelo y Filemón participan activamente en los Juegos Olímpicos.

## Trayectoria Editorial
Fue publicada en el número 174 de la colección Magos del Humor el 6 de abril de 2016.

## Sinopsis
Mortadelo y Filemón estarán presentes en las mismas, ya que el Súper les encarga una delicada misión. Han de descubrir a un saboteador que está administrando un brebaje a los deportistas de primera fila, debido al cual pierdan las fuerzas y no puedan competir.
Como el equipo de España no quiere verlos ni en pintura, nuestros agentes favoritos se ven obligados a participar en el equipo de Burrolandia.